# Zeneírás Erdélyben
Zeneírás – fogalomkörébe tartozik a zenéről szóló tudományos és népszerűsítő irodalom, a különböző műfajú, illetve a zene különböző területeire vonatkozó közlések. Hagyományai Erdélyben visszanyúlnak Brassai Sámuelig, kialakulása egybeesik Seprődi Jánosnak és Járosy Dezsőnek az első világháború előtti években kifejtett tevékenységével.

## Zenetörténet
A zenetörténet különösen gazdag kutatási terület volt az erdélyi magyar zeneírásban. E területen Seprődi János nyomán folyt az anyaggyűjtés és közlés: Gyalui Ilona Ruzitska György és Lakatos István Liszt, Erkel és Bartók; Szegő Júlia Bartók; Benkő András a Bolyaiak, ill. Bartók; László Ferenc Bartók, Philipp Caudella, Mozart és Liszt munkásságát kutatta. Fontos helyet kapott a zenetörténészek tevékenységében a zenei kéziratanyag kiadása (Lakatos István Ruzitska György önéletírását, Benkő András Székely László kótáskönyvét adta ki), illetve feldolgozása (Lakatos: Erkel-kantáta, Benkő: Csokonai-dalok, Halotti énekek, Almási Sámuel kétkötetes dalgyűjteménye). E témakör egyes tanulmányai számára alapvető segítséget jelentettek Szabó T. Attilának a kéziratos énekeskönyvekkel és verses kéziratokkal kapcsolatos munkái (1929, 1934, 1941).
Tanulmányok, önálló munkák jelentek meg az erdélyi zenetörténet jelentősebb alakjairól. Ilyenek: Braun Dezső: Járosy Dezső élete és működése (1932); Lakatos István: Brassai Sámuel és a muzsika (1941), Kolozsvári magyar muzsikusok emlékvilága (1973); Benkő András: A Bolyaiak zeneelmélete (1975), Seprődi János válogatott zenei írásai és népzenei gyűjtése (Benkő András gondozásában, Lakatos Istvánnal és Almási Istvánnal, 1974), Zoltán Aladár (1996), Márkos Albert (kéziratban).
Az együtt lakó vagy egymás mellett élő népeknek a századok folyamán kialakult zenei kapcsolatait (a román–magyar, román–orosz, cseh–román–magyar kapcsolatokat) Lakatos István vizsgálta; ide sorolható elemző tanulmánya: Román–magyar zenei kapcsolatok a múltban / Legături muzicale romîno–maghiare (társszerző Gheorghe Merişescu, 1957). Részletesen feldolgozott témaköre zenetörténet-írásunknak európai jelentőségű zeneszerzők térhódítása hazai városokban. Lakatos István Zenetörténeti írások (1971) c. kötetében a két Haydn, Mozart, Erkel, Liszt, Verdi, Brahms, Joachim, Wieniawski és R. Strauss romániai kötődéseit is vizsgálta, Szegő Júlia A két Mozart hétköznapjai címmel írt könyvet (1980), László Ferenc Klavír és koboz c. könyve Liszt Ferenc 1846–47-es hangversenyútjával kapcsolatban tárt fel új adatokat (1989).
Igen gazdag a Bartók Bélával kapcsolatos hazai zeneírás: cikkek, tanulmányok, esszék, megemlékezések és önálló munkák foglalkoztak Bartók Béla művészetével (Seprődié a legelső rendszerező tanulmányok egyike, Kiss Béla önálló kötetet publikált róla, vázlatos műjegyzékkel, Bartók Béla művészete címmel 1946-ban), népdalgyűjtő tevékenységével (Szegő Júlia), hazai levélanyagával (Szegő Júlia, Lakatos István, George Sbârcea), egy-egy művének elemző bemutatásával (Jagamas János, László Ferenc, Szalay Miklós), romániai hangversenyeivel (Lakatos István, Szász Károly, Benkő András), a személyéhez, művészetéhez kapcsolódó emlékek összegyűjtésével (László Ferenc, Márki Zoltán). A hazai Bartók-kutatásban alapvető jelentőségűek Szegő Júlia Bartók-kötetei: Bartók Béla, a népzenekutató (1955); Bartók Béla élete (1964); Embernek maradni. Bartók Béla életregénye (1965; románul Cantata profana címmel, George Sbârcea fordításában, 1972; új kiadása 1981), Benkő András Bartók Béla romániai hangversenyei (1970) c. kötete, ill. Bartók és Románia c. doktori értekezése (1977), továbbá a László Ferenc által szerkesztett gyűjteményes kötetek: a Bartók-könyv (1971), a Bartók dolgozatok kötetei (1974, 1981), ill. a szerző önálló kötetei: 99 Bartók levél (1974), Bartók Béla. Tanulmányok és tanúságok (1980), Bartók markában. Tanulmányok és cikkek. 1981–2005 (2006), valamint román nyelven: Bartók Béla. Studii, comunicări, eseuri (1985), Béla Bartók şi lumea noastră (1995), Béla Bartók şi muzica românilor din Banat şi Transilvania (2003; a szerző 2001-ben megvédett doktori disszertációja alapján), továbbá Velcsov Margit Bartók Béla és Nagyszentmiklós (2006), Thurzó Sándor Bartók Nagyváradon a helyi sajtó tükrében (2007), Szegő Péter Tehnici de compoziţie în *Mikrokozmosz de Béla Bartók (2002; doktori értekezésének anyaga).
A hazai Kodály-kutatás eredményei is több gyűjteményes tanulmánykötetnyi anyagot tesznek ki: Utunk Kodályhoz (szerk. László Ferenc, 1984), Kodály-történet (szerk. Margitházi Beja, 1997), utóbbi a Romániai Magyar Zenetársaság által szervezett Kodály-emléknapok keretében rendezett tudományos ülésszak anyaga, amely a hazai és magyarországi szakírók tanulmányait tartalmazza.
George Enescu életével, alkotómunkásságával, előadóművészi pályafutásával kapcsolatos évfordulós tanulmányok, kötetek: A százegyedik év. Bartókról, Enescuról, Kodályról (szerk. László Ferenc, 1984); Pintér Lajos: George Enescu erdélyi hangversenyei. Magyar sajtóvisszhangok (1981) és Mărturii despre George Enescu (1980), A szfinx válaszol. Harmincöt beszélgetés George Enescuval (vál., ford. László Ferenc, 1995).
A hazai zenetörténeti kutatás fontos területe intézményeink történetének feltárása.
A kolozsvári magyar zenés színpad történetét a kezdetektől Lakatos István mutatta be (A kolozsvári magyar zenés színpad. 1977), az Állami Magyar Opera megalakulásának 25. évfordulójára Jordáky Lajos adott ki könyvet (A kolozsvári Állami Magyar Opera 25 éve. 1973). A kötetek mellett számos tanulmány is foglalkozott a kolozsvári magyar zenés színjátszás múltjával (László Ferenc, Rónai István, Benkő András és mások), és tevékenységét beszámolók, előzetesek, kritikák, interjúk formájában a sajtó is követte (Szegő Júlia, Szentimrei Jenő, Jánosházy György, Salamon László, Hegyi István, Jordáky Lajos, Márki Zoltán, Terényi Ede, László Ferenc, Fehérvári László, Kóródy Elek, Nagy-Hintós Diana, újabban Csákány Csilla és Fekete Adél). Ebből a gazdag anyagból állított össze kötetnyi, történeti visszatekintéssel, illetve az intézmény alkalmazottainak névsorával is kiegészített, elsősorban a bemutatókra összpontosító anyagot Laskay Adrienne (A kolozsvári Állami Magyar Opera ötven éve a sajtó tükrében. 2003). Ugyancsak a kolozsvári magyar nyelvű operajátszáshoz kapcsolódik a Prospero sorozatban megjelent két életinterjú-kötet is: Nagy-Hintós Diana: Hary Béla (2008) és Dehel Gábor: Marton Melinda (2008).
A kolozsvári intézményes zeneoktatásról, a Muzsikai Egyesület, ill. a Kolozsvári Magyar Zenekonzervatórium történetéről Ruzitska Lajos, Veszprémy Lajos, Ürmössy Lajos, Lakatos István, Benkő András közölt tanulmányokat, cikkeket. Csipkés Ilona (Kolozsvár magyar társadalmának zenei élete a román megszállás alatt. 1943) a két világháború közötti időszak magyar nyelvű zenei oktatásának fontosabb mozzanatait összegezte. Braun Dezső A Temesvári Filharmónia hatvanéves történetét vázolta (1937), Emődi János a nagyváradi zenei oktatással kapcsolatos dokumentumokat tett közzé (Nagyváradi zenetörténeti dokumentumok. 2006), a Székelyudvarhelyi Filharmóniai Társaság történetét Farkas Sándor, a marosvásárhelyi zenekari muzsikálás múltját Csíky Boldizsár összegezte tanulmányban. A város zenei életéhez szolgál adalékokkal Elekes Márta Adrienne: Szavakba öntött muzsika – Adalékok Marosvásárhely zenei krónikájához (2007) c. kötete.
Elkészült a hazai magyar nyelvű zeneírás, zeneszerzés két szakaszának zenei bibliográfiája is: Lakatos István az 1919–1940, Benkő András pedig az 1944–1959 időszakét állította össze. Ugyancsak Benkő készítette a Kriterion Kézikönyvek sorozat számára a zenekedvelők gyors és hatékony tájékoztatását célzó, eredetileg kétkötetesre tervezett Zenei kislexikont (1986). (A már bekötött első kötetet utólag újra cenzúrázták, s a magyar, ill. az egyházi vonatkozású szócikkeket kivétették, míg a második kötet, amelyben a hazai muzsikusok kaptak volna helyet, már nem is jelenhetett meg.)
Napvilágot láttak összefoglaló igényű munkák a bánsági zenéről (Braun Dezső: Bánsági rapszódia. Történeti képek a Bánság zenei és színpadi múltjából. 1937), a magyar, ill. a román zenéről (Lakatos István) s az egyetemes zene történetéről (Mezey Zsigmond: A zene története. 1929). A hangszertörténeti kutatások korábbi eredményeit (Lakatos István, Ardos Anna) Dávid István Műemlékorgonák Erdélyben (1996), majd Bögözi-Molnár Tünde, valamint Csíky Csaba orgonával kapcsolatos kötetei (Kolonics, 2007) követték.
Az egyházi zene területén megjelentetett énekeskönyvek (Baka János, Búzás János, Járosy Dezső) mellett többen vállalkoztak az egyházi dallamanyag feldolgozására (Harmat Artúr, Lakner Antal, Tárkányi B. József, Veress Gábor, Borsay Samu, Saja Sándor, Vasvári Béla). Az egyházi zene műfajaival Csergő Benedek, az egyházi énekeskönyvek történetével Domokos Pál Péter és Szabó T. Attila foglalkozott. Ide sorolható a Székely Árpád – Kovács László Attila szerzőpárosnak A református énekvezér kézikönyve. Zeneelmélet. Karvezetés. Orgonaismeret c. kötete (1995), valamint Benkő András két könyve: Az egyházi ének története. Himnológia (1994) és Mondjatok dicséretet (benne az egyházi éneklés történetéről írott munkája második, bővített változatával, 2000), valamint a Diósi Dávid szerkesztésében megjelent Cantate Domino. Orgonatörténeti és egyházzenei tanulmányok (1996).
Egyik-másik egyházi folyóirat helyet biztosított zenei cikkeknek, zenei rovatoknak (pl. a Református Szemle, Seprődi János irányításával). Járosy Dezső külön folyóiratot szerkesztett a katolikus egyházi zene számára (Egyházi Zeneművészet, 1922–1926).
Hazai viszonylatban a magyar nyelvű zenei szaklapok főleg a kórusélethez kapcsolódtak. Legfontosabb közülük a Magyar Dal, a Romániai Magyar Dalosszövetség hivatalos folyóirata (1922–1936), amely átfogó képet nyújtva az énekkari munkáról, cikkekkel, tanulmányokkal segítette a karnagyok munkáját, továbbképzését. Megszűnését követően szerepét a Dalosszövetség Értesítője vette át. Ezután csak az 1989 után, 1997-től indult önálló kóruskiadvány, az Erdélyi Kórus (2003-tól Kórus a Kárpát-medencében címmel), a Seprődi János Nemzetközi Kórusszövetség szakmai és hírközlő folyóirata, Csíky Csaba szerkesztésében. A lap állandó munkatársa volt haláláig Nagy Ferenc, munkatársai időközönként Elekes Márta, Szilágyi Mihály, Kovács András, Orosz Pál József, Angi István, Berkesi Sándor, Fórika Balázs, Csíky Boldizsár, Nyilas Szabolcs, Dárdai Árpád és mások.
A zenetudományt és a hangversenyéletet a szakszerűség igényével követte a Járosy Dezső által alapított Zenei Szemle (1917–1929), amelynek hazai munkatársai közül Guttman Miklós közölt a leggyakrabban, ugyanakkor hasábjain európai tekintélyű szakemberek (Bartók Béla, Lajtha László, Molnár Antal, Szabolcsi Bence, Tóth Aladár) is jelentkeztek tanulmányokkal. A második világháborút követő évtizedekben zenetudományos, illetve esszéista jellegű tanulmányok általában művelődési, irodalmi vagy egyházi folyóiratokban (Művelődés, Utunk/Helikon, Korunk, Református Szemle, Partiumi Szemle, Székely Útkereső), valamint gyűjteményes tanulmánykötetekben kaptak helyet.
Lakatos István és Benkő András több ízben is tanulmányokkal jelentkezett a Budapesten megjelenő Zenetudományi Tanulmányok köteteiben, s a Magyar Egyházzene c. szaklapban is rendszeresen közöltek hazai (Benkő András, Angi István, László Ferenc, Kovács László Attila, Geréd Vilmos, Sztupár Zoltán, Thurzó Sándor, Eckart Schlandt), ill. erdélyi származású szerzők (Dávid István, Watzatka Ágnes).

## Népzenetudomány
A népzenetudomány is eredményekben gazdagnak bizonyult (népzenekultúra). A csángók életéről, népzenéjéről Domokos Pál Péternek A moldvai magyarság c. kötete (1931) nyújtott átfogó képet. A népzenét sokakhoz közelítette a nagy sikerű, nyolc kiadást (1936–1943) megért kötet, A mi dalaink is. 1949 után, a bukaresti Folklór Intézet kolozsvári osztályának megalakulásával elsősorban ehhez az intézményhez kapcsolódtak a romániai magyar népzene-tudományos kutatások. Ezen a területen Jagamas János, Almási István és Szenik Ilona munkái, Kallós Zoltán szövegkiadásai alapvető jelentőségűek.
Jagamas Jánosnak „…mintegy 6000 népi dallam gyűjtőjeként s dallamlejegyzéseinek tökélye révén is a Bartók utáni délkelet-európai népzenegyűjtés kiválóságai között a helye” (László Ferenc). A Moldvai csángó népdalok és népballadák (Faragó Józseffel, 1954), majd a Romániai magyar népdalok (Faragó Józseffel, 1974), 350 dallamban csaknem 10 000 lelet legjavát adták közre tudományos színvonalú lejegyzésben, s az ő nevéhez fűződik a marosmagyarói néprajzi gyűjtés zenei kötetének (Magyaró énekes népzenéje. 1984) sajtó alá rendezése. Tanulmányait egybefoglaló kötete (A népzene mikrokozmoszában. 1984) mellett tanulmányt közölt a falu nótájáról az Ethnographiában (1957/2), ill. németül is (Studia Memoriae Belae Bartók Sacra. Budapest, 1956; ugyanez magyarul Zenetudományi írások. 1977).
Hasonlóan gazdag Almási István kutatói tevékenysége is. Az általa gondozott kötetek: Magyargyerőmonostori dallamok (1969); Tavaszi szél vizet áraszt (népdal-antológia, 1972; 2. kiadás, 1982); Futásfalvi népdalok (1973); Szilágysági magyar népzene (1979). Többnyelvű közlései: 245 melodii de joc – 245 népi táncdallam – 245 Tanzmelodien (Iosif Herţeával, 1970); Egy kis madárka ül vala. Erdélyi szász népköltészet Kányádi Sándor fordításában (ez utóbbi kötet dallamait válogatta és gondozta, 1977). Kutatói pályája eredményeit összegezi doktori disszertációja (Cercetările asupra folclorului muzical maghiar din Transilvania în sec. al XIX-lea şi în primele două decenii ale secolului al XX-lea. 1988), valamint kötete: A népzene jegyében (válogatott írások, 2009).
A hangszeres népzene kutatásának eredményeit gazdagítja Szalay Zoltán Felcsíki hangszeres tánczene c. kötete (1996), valamint doktori értekezése: Procedee de variaţie în figurile instrumentale ale melodiilor de joc (1998).
Szenik Ilona nevéhez fűződő kötetek: A lapádi erdő alatt (Almási Istvánnal és Zsizsmann Ilonával, 1957); Huedin környéki népzene – Folclor muzical din zona Huedin (Traian Mîrzával, Gheorghe Petrescuval, Zamfir Dejeuval és *Mircea Bejinariuval, 1978); Erdélyi és moldvai magyar siratók, siratóparódiák és halottas énekek (1996).
Kallós Zoltán első kötete, a Balladák könyve (1971), Szabó T. Attila gondozásában és bevezető tanulmányával, 259 balladával és további nyolc ballada meseváltozatával, Budapesten is három kiadást ért meg (1973, 1974, 1977), az Új guzsalyam mellett (1973) egy moldvai csángó asszony teljes repertoárjának monografikus gyűjteménye, szövegtár dallamokkal és hanglemezmelléklettel.
További, dallamlejegyzéseket is tartalmazó kiadványok:
- Kötöttem bokrétát (Szegő Júlia, Sebestyén Dobó Klára, 1958)
- Balogh Dezső: Szilágysági népdalcsokor (1974)
- Ráduly János: Kibédi népballadák (Kusztosné Szabó Piroska dallamlejegyzéseivel, 1975)
- Pozsony Ferenc: Álomvíz martján. Feketeügy vidéki magyar népballadák (Török Csorja Viola dallamlejegyzéseivel, 1984)
- Faragó József: Virágok vetélkedése (Almási István dallamlejegyzéseivel, 1986)
- Bura László: Szatmári népballadák (Albert György és Orosz Márta dallamlejegyzéseivel)
- Albert Ernő és tanítványai: Háromszéki népballadák (Szenik Ilona dallamlejegyzéseivel, 1973)
- Szalay Zoltán már említett kötete

## Zeneesztétika
A zeneesztétikai írásoknak szintén komoly hazai múltja van: úttörőnek Brassai Sámuel tekinthető (A szépművészeti elvekről. 1863), később, az idealista zeneesztétika talaján állva, művészeti kérdések hosszú sorát tárgyalta Járosy Dezső (A hagyományos gregorián korális esztétikai méltatása. 1906, A zeneesztétikai szép a zenetörténelemben. 1909). Hasonló szemlélet alapján Mezey Zsigmond kísérelte meg megvilágítani a zene lényegét (A muzsika lelke. A muzsika illata, színe, bánata, sóvárgó láza esszékben. 1924), Baranyai István pedig zene és erkölcs összefüggéseit (Zene és morál. 1926). A zeneesztétikát a hazai magyar zeneírásban az utóbbi évtizedekben elsősorban Angi István munkái képviselik. Kötetei: 
- Zene és affektivitás (doktori disszertáció orosz nyelven, 1965)
- Zene és esztétika (1975)
- Az esztétikum zeneisége (2001)
- A zenei szépség modelljei (2003)
- Értéktől jelentésig (2004)
- Fotografii la minut din atelierele compozitorilor clujeni (2008)

## Zenepedagógia
A zenepedagógiai vonatkozású kötetek, gyűjtemények célja, hogy minden korosztály és réteg számára biztosítsák a zenei nevelés korszerű színvonalát. Ide sorolhatók az általános és szakiskolai énekeskönyvek, hangszeriskolák éppúgy, mint a módszertani tanulmányok és munkák. A szerzők száma e téren meglehetősen nagy: Domokos Pál Péter, Kotsis M. Cecília, Sztojka Anna, Veress Gábor, Mihályffy Irén, Guttman Mihály, Péter Loránd, Szabó M. Klára, Verestóy Ilona, Jagamas János, Szegő Júlia, Szász Károly, Márkos Albert, Delly-Szabó Géza, Szenik Ilona, Halmos Katalin, Pálffi Éva, Maxim Éva, Kovács Aranka, Nagy István, Fórika Éva, Tomai Gyöngyi és mások. A zenei nevelés gyakorlati kérdéseivel foglalkozott Járosy Dezső (Erdélyi Iskola), Major Ferenc, Márkos Albert, Sz. Aracsy Judit és Maxim Éva (Tanügyi Újság, Művelődés).
Ugyancsak a zenei nevelésben kívánt segítséget nyújtani Delly-Szabó Géza Rövid zeneelmélet c. kötetecskéje (1947), valamint a különböző korosztályoknak szóló mondóka-, ének-, ill. kórusgyűjtemények. Ezek sorában a fontosabbak: 
- Szegő Júlia: Daloljunk (1956);
- Zoltán Aladár: Dalgyűjtemény (1958);
- Szabó M. Klára: Dalolj velünk (1972);
- Szász Károly és Birtalan József: Szállj, szépszavú dal (1972; 2., átdolgozott kiadás, 1983). Az előbbi a kisiskolások zenei ismereteinek megalapozását, utóbbi pedig az iskolai kórusok repertoárjának gazdagítását célozta.
- Selmeczi Marcella (Szedem szép virágom. Kisgyermekek játékoskönyve. 1972; *Csodakürt. Népek gyermekdalai. (1984), László Bakk Anikó (Erdő mélyén, esti csöndben. Kánongyűjtemény, 1974;
- Egyedem-begyedem. Mondókák, gyermekjátékok, 1981);
- Szentpál Mária (Játékos ritmika. 1981);
- Halmos Katalin (Daloskönyv. Gyermekdalok, játékok, mondókák. 2002) kötetei vagy az Útravaló zeneóvodásoknak (szerk. Benedek Árpád, Pálfiné Székely Noémi, 2004).
- Elsősorban a régi zene rajongóinak érdeklődésére számított Boros Zoltán Énekben hallottam. Régi magyar világi énekek (1981) c. gyűjteménye.

A szakmai képzés elősegítésére születtek olyan munkák, mint Csire József: A vezénylés műhelytitkai c. sorozata (Művelődés, 1968 és 1969), ill. a Karvezetők kézikönyve c. kötet (Birtalan József – Szász Károly, 1975).
Folyóirataink olyan sorozatokat is megjelentettek, amelyek az olvasókat megismertették a zene különböző területeivel. Az Ifjúmunkás (Énekeskönyv címmel) Könczei Ádám, a Dolgozó Nő (Daloskönyv címmel) Almási István rövid magyarázataival közölt népdalokat; a Művelődésben Jagamas János (Zenei anyanyelvünk elemeiről és Miért nem népdal?), Szenik Ilona (Népzenetudományi jegyzetek), László-Bakk Anikó (Zeneóvoda), Márkos Albert (Zeneiskola), László Ferenc (Szabad zeneiskola), Valádi Enikő (Zenehallgatás óvodásokkal) c. sorozatait, valamint Gáspár Attila Gitáriskoláját (első kötete 2008-ban nyomtatásban is), Major László Szopránfurulya-iskoláját, László-Bakk Anikó Szólj, síp, szólj c. játékos furulyaábécéjét kell megemlítenünk, amelyek bevezetésül szolgáltak a hangszerismeretbe.
A kortárs zenei világ megismertetését, megszerettetését célozta Szabó Csaba Hogyan tanítsuk korunk zenéjét (1977) c. könyve, valamint a Pimpimpáré c. nagy sikerű kötet, Szilágyi Domokos verseivel és Vermesy Péter zenéjével (1976, 2003).
Egyes szerzők olvasmányosan, meseszerű elemekkel kívánták a fiatalokat a zenéhez közelíteni: Csire József és Csire Gabriella munkája, A bűvös dalnok (1978; 2. kiad. 2003) a szerzők meghatározása szerint fiataloknak szánt „hangszermitológia”; László Bakk Anikó Zenebona palota (1988), majd Csimbum és a hangmanók (2001) c. kötetei pedig a legkisebbeknek készült „csalogatók” a zene világába.
Karvezetők, énekkarok tevékenységéhez kíván segítséget nyújtani a Művelődés c. folyóirat Szivárvány havasán c. Kórustára (2004) Gáspár Attila és Guttman Mihály szerkesztésében, valamint a Romániai Magyar Dalosszövetség hiánypótló kiadványa, a Guttman Mihály által összeállított Romániai magyar zeneszerzők kórusgyűjteménye (2008). Zongoristák számára állította össze Buzás Pál Szórakaténusz című, erdélyi magyar szerzők zongoraműveit közreadó kiadványának három kötetét (2004, 2006, 2008).
A hazai magyar nyelvű felsőfokú zenei oktatás keretében is számos egyetemi jegyzet szolgálja a hallgatók tanulmányait. Mivel a kolozsvári Gh. Dima Zeneakadémián 1985-ben megszűnt a magyar tagozat s újraindítása az akadémia vezetésének ellenállása miatt 1989 után sem bizonyult lehetségesnek, magyar nyelvű zenepedagógia szak indult Nagyváradon a Partiumi Keresztyén Egyetem, Kolozsváron a BBTE, ill. Marosvásárhelyen a Színházművészeti Egyetem keretében. A hallgatók számára készült egyetemi jegyzetek szerzői az 1970-es évekből Lakatos István és Benkő András, újabban Elekes Márta (zenetörténet, Marosvásárhely), Boros Konrád Erzsébet (egyházzenetörténet, formatan, Nagyvárad; utóbbi megjelenése előkészületben).
A Partiumi Keresztyén Egyetem zenepedagógia szakán Szenik Ilona népzenei, Angi István zeneesztétikai jegyzetet készített. A Babeş–Bolyai Egyetem Református Tanárképző Karának zenepedagógia tanszékén egyházzenei (Péter Éva), formatani (Coca Gabriela), ének–zene módszertan (Szenik Ilona – Péter Éva) oktatás folyik, ugyanitt előkészületben van Péter Éva zeneelmélet jegyzete, illetve és szolfézs példatára. Marosvásárhelyen a zeneesztétika oktatása Csíky Csaba zeneesztétikai jegyzete alapján történik. A zenetanítás módszertanához nyújt segítséget Orosz Pál József Kör, kör, ki játszik? c. kötete (2002), ugyanő óvodapedagógusok és tanítók ének–zenei képzésében tájékoztat (Alapfokú zeneelmélet. 2009).
A magyar nyelvű felsőfokú zenei oktatáshoz kapcsolódnak a Liszt Ferenc Zeneművészeti Egyetemen megvédett doktori értekezések (Lászlóffy Zsolt, Kristófi János Zsigmond).

## Erdélyi vonatkozású zeneírás külföldön
A hazai zenetudományos kutatáshoz számíthatók az erdélyi származású, ill. más országban élő kutatók külföldön vagy itthon megjelent, hazai témakört tárgyaló munkái, illetve hazai szerzők külföldön megjelent kötetei is:
- Demény Piroska: Aranyosszék népzenéje. Szerk. Pávai István. (Budapest, 1998)
- Fancsali János: Viski János fiatalkori évei (Budapest, 1998)
- Fancsali János: Zsizsmann Rezső (Budaörs 2001)
- Fancsali János: A Buşiţia-levelek története (Budaörs, 2001)
- Fancsali János: Magyarörmény zene breviárium (Budaörs, 2003)
- Fancsali János: Liszt Ferenc erdélyi tanítványai (Budaörs, 2003)
- Fancsali János: Gr. Karátsonyi Guidó, Liszt Ferenc magyarörmény barátja (Budaörs, 2012)
- Fancsali János. Írások Erdély zenetörténelméhez (Budaörs, 2014)
- Ittzés Mihály – Szabó Péter (szerk.): Üvegszilánkok között: Szabó Csaba emlékkönyv (Budapest, 2013)
- Németh G. István: Csíky Boldizsár (2003), Vermesy Péter (2006)
- Pávai István: Az erdélyi és a moldvai magyarság népi tánczenéje (Budapest, 1993, 1998)
- Pávai István: Barozda 1976-2001 (Csíkszereda, 2001)
- Pávai István: Zene, vallás, identitás a moldvai magyar népéletben (Budapest, 2005; Kolozsvár 2006)
- Pávai István: Az erdélyi magyar népi tánczene (Kolozsvár, 2012; Budapest, 2013)
- Pávai István – Zakariás Erzsébet (szerk.): Jagamas János népzenei gyűjteménye a Román Akadémia Folklór Archívumában (magyar, román, angol nyelven, Budapest, 2014)
- Pávai István: Magyarózd népzenéje Horváth István gyűjtései tükrében (magyar és angol nyelven, Budapest, 2015)
- Pávai István: A Sóvidék népzenéje (magyar és angol nyelven, Budapest, 2016)
- Pávai István – Sófalvi Emese (szerk.): Székely népzene és néptánc (Budapest – Énlaka – Pécs, 2018)
- Pávai István – Sófalvi Emese (szerk.): A romániai magyar vonatkozású zenetudomány első évszázada. Bibliográfia (Kolozsvár, 2019)
- Pávai István – Gergely Zoltán (szerk.): Szenik Ilona népzenei gyűjteménye (magyar, román, angol nyelven, Kolozsvár – Budapest, 2019)
- Pávai István: Hungarian Folk Dance Music of Transylvania (Budapest, 2020)
- Seres András – Szabó Csaba: Csángómagyar daloskönyv (Budapest, 1991, 2013)
- Terényi Ede – Berlász Melinda – Demény János: Veress Sándor (Budapest, 1982)
- Terényi Ede: Hajta virágai. Arcképvázlat Balassa Sándor zeneszerzőről (1995)
- Tötszegi Tekla – Pávai István: Zene, tánc, hagyomány. Denis Galloway romániai fotói, 1926–1932 (magyar, román, angol nyelven, Budapest, 2010)

## Zenekritika
A zenekritika: a nyelvi közhasználatban általában azon zenei írásokra utal, amelyek hangversenyeket, előadóművészi teljesítményeket értékelnek, azon belül is elsősorban a bírálat értelmében, s csak másodsorban vonatkoztatják a zenei alkotások értékelésére. Hazai viszonylatban a zenei intézmények (Kolozsvári Magyar Opera, filharmóniák) évadjait figyelemmel követve, elsősorban a nagyobb zenei központok vonzáskörében bontakozott ki (Kolozsvár, Marosvásárhely, Nagyvárad, Temesvár, Szatmárnémeti), de sajátos rendezvények (kórustalálkozók, fesztiválok, emlékhangversenyek) révén időközönként egy-egy kisebb helység produkciói is a zeneírók érdeklődésének előterébe kerültek.
A zenei publicisztika napilapok, folyóiratok, szaklapok hasábjain tájékoztat a hangversenyélet történéseiről, főképp a kiemelkedő eseményekről, zenei ünnepségekről, rendezvényekről, kórustalálkozókról, fesztiválokról, (például Enescu-fesztivál, Régizene-fesztivál, Kolozsvári Zenei Ősz, stb.), figyelemmel kíséri a zenei intézmények (operák, filharmóniák, zeneiskolák), egyes művelődési otthonok, illetve szervezetek tevékenységét. Felvet és népszerűsít a zenei neveléssel kapcsolatos időszerű kérdéseket, zenei könyveket, kiadványokat ismertet, muzsikusokat mutat be az olvasónak, stb. – vagyis változatos műfajú írásokban (koncert-előzetesek, beszámolók, kritikák, interjúk, riportok, glosszák, könyv-, kotta-, ill. lemezismertetések, visszaemlékezések) közvetít a zeneművészet és közönség között.
A zenepublicisztikai írások műfajtól függetlenül forrásértékűek, hiszen adott esetben fontos alapot jelenthetnek egy-egy helység zenei múltjának rekonstruálásában.
A magyar nyelvű sajtónak szinte mindenhol voltak zeneíró-zenekritikus munkatársai is, közülük régiónként a jelentősebbek: Temesváron Járosy Dezső, Braun Dezső, Erdélyi Izolda, Füredi László, Aradon Mezey Zsigmond, Baranyai István, Nagyváradon Guttman Miklós, Boda Oszkár, Tuduka Oszkár, Thurzó Sándor, Gittai István, Implon Irén, Szatmárnémetiben Albert György, Marosvásárhelyen Gáspár Attila, Zilahon Birek László, Marosvásárhelyen Verestóy Ilona, Csíky Csaba, Elekes Márta-Adrienne, Bukarestben Csire József, Pintér Lajos, Brassóban Nagyhalmágyi József, Kolozsvárt Gyalui Farkas, Seprődi János, Rónai István, Simon Dezső, Fehérvári László, Kóródy Elek, András Enikő, Barabás Béla, Morvay István, Nagy-Hintós Diana, Kulcsár Gabriella, Csákány Csilla, Fekete Adél és sokan mások.
A sok száz sajtóközleményből kiemelendők: Delly-Szabó Géza egyéni hangvételű, kritikai szigorral megfogalmazott írása Bartók Béla első kolozsvári hangversenyéről; Rónai István zenekritikái, zenei tárgyú kisesszéi, aforizmái, amelyeket „a meglátás eredetisége és a megírás leleményes tömörsége” jellemez (László Ferenc); László Ferenc vagy András Enikő eredeti, ugyanakkor olvasmányos írásai előadásokról, előadói teljesítményekről. Lakatos István évtizedeken át hűséges krónikása volt a szerteágazó kolozsvári zenei életnek.
Időközönként zeneszerzők is vállaltak zenekritikusi tevékenységet: Terényi Ede, Vermesy Péter, Hencz József, Zoltán Aladár, Fátyol Tibor, Junger Ervin és mások.
Nemegyszer nehéz határvonalat húzni a közlések beszámoló, ill. kritikai jellege között. A kommunista rendszerben a zenei írások jelentős része – miközben valós információkat nyújtott – nem kerülhette meg teljesen a kötelező „pártos” szövegfordulatokat, az előírt jelzőket, minősítéseket a „lelkes tömegekről” vagy „a szocialista művész igazságáról”, stb.
A sajtó mind a két világháború között, mind a későbbi évtizedekben szívesen közölt zenei sorozatokat. Ilyenek voltak a Magyar dal (Ellenzék – Tárcza Bertalan), Útjaim a zenéhez (Ifjúmunkás – Balla Zsófia), Párbeszéd az alkotóval, Szemközt a pulpitussal (Utunk – Simon Dezső), Zenei nézeteltérések (A Hét – Simon Dezső), Modern zene és nagyközönség (Utunk – Kóródy Elek), Operai esték (Igazság – Kóródy Elek), Opera a Sétatéren (Szabadság – Morvay István), Bartók Béla Biharban (Fáklya – Köteles Pál), Egy zenész mindenkihez (A Hét – Vermesy Péter), Egy operaház arcai (Utunk – Fehérvári László), stb. Terényi Ede az Utunk, majd a Helikon hasábjain több, egymást váltó sorozatban (A modern zene útjai, A zene körül, (Para)gondolatok zenéről, zeneszerzésről, A csodálatos 20. század a zenében, Reflexikók, Zenei csevegések, Zene-szó, Színek és vonalak között, Műhelyjegyzeteim, Megemlékezések sodrában, újabban Miért hallgatunk zenét?) foglalkozott zenei kérdésekkel. Ugyancsak az Utunkban, a Rónai Antal meséli c. népszerű sorozatban a jeles karmester éveken át szórakoztatta olvasóit a zenei, elsősorban az operai élet derűs mozzanataival. E sorozatok közül utóbb önálló kötetben több is megjelent: László Ferenc: Zenei ügyelet (1976), Zenén innen, zenén túl (1987); Terényi Ede: Zene marad a zene? (1978), Paramuzikológia (2001), Zene – Tegnap. Ma. Holnap (2004); Csire József: Zenei időmérték (1996); Csíky Csaba: Opus 100 (2002).
Az utóbbi években néhány forrásértékű közlést is tartalmazó, önéletrajzi vonatkozású, emlékező jellegű kötet is napvilágot látott, több közülük Laskay Adrienne szerkesztésében: Szinberger Sándor könyvei (Gondolatok az operáról. 1996; A visszatekintő számadása. 1997; Vesszőparipáim. 2000; A közönség rászedésének rövid antológiája. 2001; Karmester a tűzoltólétra tetején. 2002), Junger Ervin: Csendes számadás (1999), Emlékképek elmúlt időkről (2003) és A zene titkai. Elméletek, elemzések (2005; ugyanez román nyelven Meditaţii tihnite despre viaţă şi muzică címmel, Laskay Adrienne fordításában). Ebben a műfajban Rónai Antal emlékirata (Függöny nélkül) még kéziratban van.
Az erdélyi magyar zeneirodalom képét olyan művek teszik teljessé, mint Szigethy József Zenei, művészeti és irodalmi Dekameronja (1928), a Tárcza Bertalan szerkesztette Magyar dalos naptár (1929–1931) kötetei, a Lakatos István összeállította zenei vonatkozású kiállítási katalógusok.

## Erdélyi magyar szerzők román nyelvű publikációi
Zenei múltunk feltárásának fontos részét képezik a román nyelvű közlések is. Ezek legközvetlenebbül a felsőfokú zenei oktatáshoz kapcsolódnak, hiszen itthon a tudományos ülésszakok, államvizsga-dolgozatok, magiszteri és doktorátusi értekezések egyaránt román nyelvűek, s ezen a téren a hazai magyar szakírók többsége román nyelven is publikál. A Gh. Dima Zeneművészeti Főiskola román nyelvű tanulmányköteteiben (Lucrări de muzicologie), valamint a bukaresti Studii de muzicologie sorozatban mű- és stíluselemzéseket közölt Jodál Gábor, Junger Ervin, Szalay Miklós, Terényi Ede, Vermesy Péter, zeneelméleti- és népzenei tanulmányokat Jagamas János, Szenik Ilona, Szalay Miklós, zenetörténeti vonatkozásúakat Benkő András, zenepedagógiai témájúakat Nagy István, Barabás Béla. László Ferencnek és Angi Istvánnak a Muzica c. bukaresti szaklapban is jelentek meg tanulmányai. Az a tény, hogy az utóbbi években a felsőfokú oktatási intézményekben tevékenykedő előadóművészek számára is kötelező a doktori cím megszerzése, jelentősen megnövelte a doktori értekezések számát. Román nyelvű értekezéssel szerzett doktori címet a Gh. Dima Zeneakadémián Almási István, Bács Lajos, Balla László, Balla Kemenes Csilla, Barabás Béla, Benkő András, Bodurian János, Bögözi Molnár Tünde, Csíky Csaba, Fátyol Rudolf, Filip Ignác, Fodor Attila, Fuchs Ferenc, Gelman-Kiss Zsófia, Hanke Katalin, Jámbor Erzsébet, Junger Ervin, Kabán Ata, Kalló Ildikó, Katona József, Köpeczi-Kirkósa Júlia, László Ferenc, Magyari Zita, Pavlovits Dávid, Marton Melinda, Móritz-Vordonis Csilla, Orbán Ágnes, Orosz Pál József, Péter Éva, Szabó Julianna, Szalay Zoltánn, Szegő Péter, Székely Árpád, Székely László, Szenik Ilona, Sztupár Zoltán, Terényi Ede, Vermesy Péter; a bukaresti Zeneművészeti Egyetemen András Enikő, Boros-Konrád Erzsébet, Benkő Judit, Elekes Márta-Adrienne, Tulván Gizella, stb.
Többjük doktori disszertációjának anyaga kötet formájában is megjelent: 
- Balla László (De la grotesc la arabesc. Incursiuni in analitica formelor intercategorial-estetice ale repertoriului pianistic. 2007)
- Balla Kemenes Csilla (Interferenţe valorice lisztiene prin prisma repertoriului romantic, Retorica discursului muzical-pianistic in epoca romantica. 2007)
- Elekes Márta-Adrienne (Secrete ale compoziţiei romantice în lumina teoriei analitice a lui Lendvai Ernő. 2007)
- Kalló Ildikó (Dirijori ardeleni. 2008 és Estetica artei interpretative corale din Transilvania. 2008)
- Boros-Konrád Erzsébet (Şcoala muzicală naţională maghiară şi compozitorii maghiari din România. 2008) kötete
- Magyarországon védte meg doktori disszertációját Kristófi János Zsigmond (A nemzet napszámosai a XVIII. század művelődéstörténetében Nagyváradon. 2008) és Lászlóffy Zsolt (A szimmetria mindenekelőtt. 2009)

E disszertációk és kiadások pozitív hozadéka, hogy kötelezővé teszik a kutatást és hogy a magyar zenei eredmények, a múlt és jelen értékei, megvalósításai megismerhetővé válnak a román érdeklődő számára is. A többnyelvű közlések közül a román–magyar kutatások kölcsönös és jobb megismerésének pozitív példájaként említhető a www.europanoastra.eu honlap, amelyen történelmi, művészettörténeti, filozófiai, ill. irodalmi tárgyú értekezések mellett László Ferenc zenetörténész román nyelvű tanulmányai is olvashatók, a célkitűzések között pedig más, így magyar nyelvű zenei írások, audiovizuális anyagok megjelentetése is szerepel. *Jelent meg doktori értekezés kétnyelvű kiadásban is: Csíky Csaba: Orgonaépítészet a 19. századi Erdélyben – Orga în secolul al XIX-lea în Transilvania (2005).

## Román szerzők az erdélyi magyar zenéről
Román zeneszerzők zenetudományi írásainak is számos magyar vonatkozása van.
Romeo Ghircoiaşiu tanulmánya a hazai magyar zeneszerzésről (Creaţia muzicală maghiară din R. P. R. 1957), Lakatos István és Gheorghe Merişescu közös tanulmánya a román–magyar zenei kapcsolatok alakulásáról, George Sbârcea Szép város Kolozsvár (1980) című, magyar nyelven írt, zenei mozzanatokban bővelkedő önéletrajzi könyve, újabban Mircea Bejinariu Kacsóh Pongrác-tanulmánya (A kombináció-hangokról és lebegési hangokról. 1999), Dora Cojocaru Ligeti György életművét elemző kötete (Creaţia lui György Ligeti în contextul stilistic al secolului XX. 1999), Elena-Maria Şorban hosszabb ideje folytatott erdélyi vonatkozású egyházzenei kutatásait publikáló Vigiliale (1986) és Liturgikus énekek Kapisztrán Szent János tiszteletére (1999) c. kötetei, továbbá doktori értekezése (Muzica gregoriană în Transilvania medievală).

## Idegen nyelvű publikációk
A hazai zenetudományos közlések újabb fóruma a Studia Universitatis Musica sorozata, amely angol, német, illetve francia nyelven biztosít közlési lehetőséget: itt Bognár Noémi, Winghager-Geréd Erzsébet, Péter Éva, Gergely Zoltán, Fekete Adél, Köpeczi-Kirkósa Júlia, Angi István, Ványolós András, Sógor Csilla, Fodor Attila, Székely Árpád, Elena-Maria Şorban, Almási István, Szenik Ilona jelentkezett tanulmányokkal.

## Erdélyi zene az elektronikus médiában
A rádió és a televízió térhódítása az utóbbi évtizedekben a zeneírás határait is jelentősen kitágította, hiszen az írott sajtó mellett az audiovizuális eszközök is a zeneírók, zenekritikusok, zenepedagógusok rendelkezésére állnak: bizonyos műsorok különböző zenei területeken szintén a zenei tájékoztatást, zene és zenehallgató közötti közvetítést szolgálják.
A népzenét közelítette a hallgatókhoz, nézőkhöz a Román Televízió magyar adásának 1977-ben indított műsora, a Kaláka, amely az erdélyi táncházmozgalmat karolta fel, valamint Demény Piroska Szivárvány havasán, ill. Vetettem violát c. sorozatai, számos eredeti gyűjtéssel. Pávai István Kolozsvártól Klézséig c. tévéfilmjét, Selmeczi György Kolozsvári operamesék c. sorozatát a Duna Televízió mutatta be. A Kolozsvári TV-ben a Kostyák Alpár és Antal Áron szerkesztette műsor, a Pulzus – kritikusok klubja a színház, irodalom, film, képzőművészet és népzene mellett az adáskörzet zenei eseményeit is tárgyalja (zenekritika: Benkő Judit, majd Csákány Csilla). 1979–82 között a komolyzenei nevelésben nyújtott segítséget játékosan, könnyedén, hangulatosan, Halmos Katalin és Vermesy Péter forgatókönyvein alapulva, bácsi, ill. kolozsvári iskolások közreműködésével a Román Televízió bukaresti magyar stúdiójának sorozata, a Harangvirág, illetve a László Ferenc nevével fémjelzett Zeneszerzők műhelyében és Fiatal muzsikusok pódiuma; a Kolozsvári Rádió magyar műsorában a Bújj, bújj, zöld ág (László Bakk Anikó és Visnyai Ágnes műsora zeneóvodásoknak), valamint az Énekeljünk együtt (Porzsolt Viktornak kóruséneklést segítő műsora), a Barangolás Zeneországban (Guttman Mihály bevezetése a zene világába). Ugyanitt Junger Ervin több előadásban a romániai magyar zene történetét vázolta, míg Benkő András Kórusaink történetéből cím alatt hazai énekkarokat mutatott be.
Muzsikusokat is hallgató közelbe hozott a Művészek a mikrofon előtt című, Kovács Ferenc, Muzsnay Magda és Balla Zsófia szerkesztette sorozat, míg Balla Zsófia Muzsikusportrék c. sorozatában zeneszerzőink, előadóművészeink többségét szóhoz (mikrofonhoz) juttatta. A Zene, zene, zenelánc és Komolyzenei híradó (Benkő Judit) a Kolozsvári Rádióban az adáskörzet komolyzenei eseményeiről tájékoztat, A zenei képek világa (Angi István előadásai) zeneesztétikai ízelítőt nyújtanak a hallgatóságnak. A marosvásárhelyi rádióban Verestóy Ilona vezet sorozatot A rádió énekórája címmel.
Az Aranyszalagtár bukaresti, kolozsvári és marosvásárhelyi stúdiók számára felvett anyagai között számos magyar vonatkozású zenei összeállítás, felvétel, muzsikusvallomás szerepel. Jelenleg a szalagok digitalizálása is folyamatban van.